# Anne Brewis

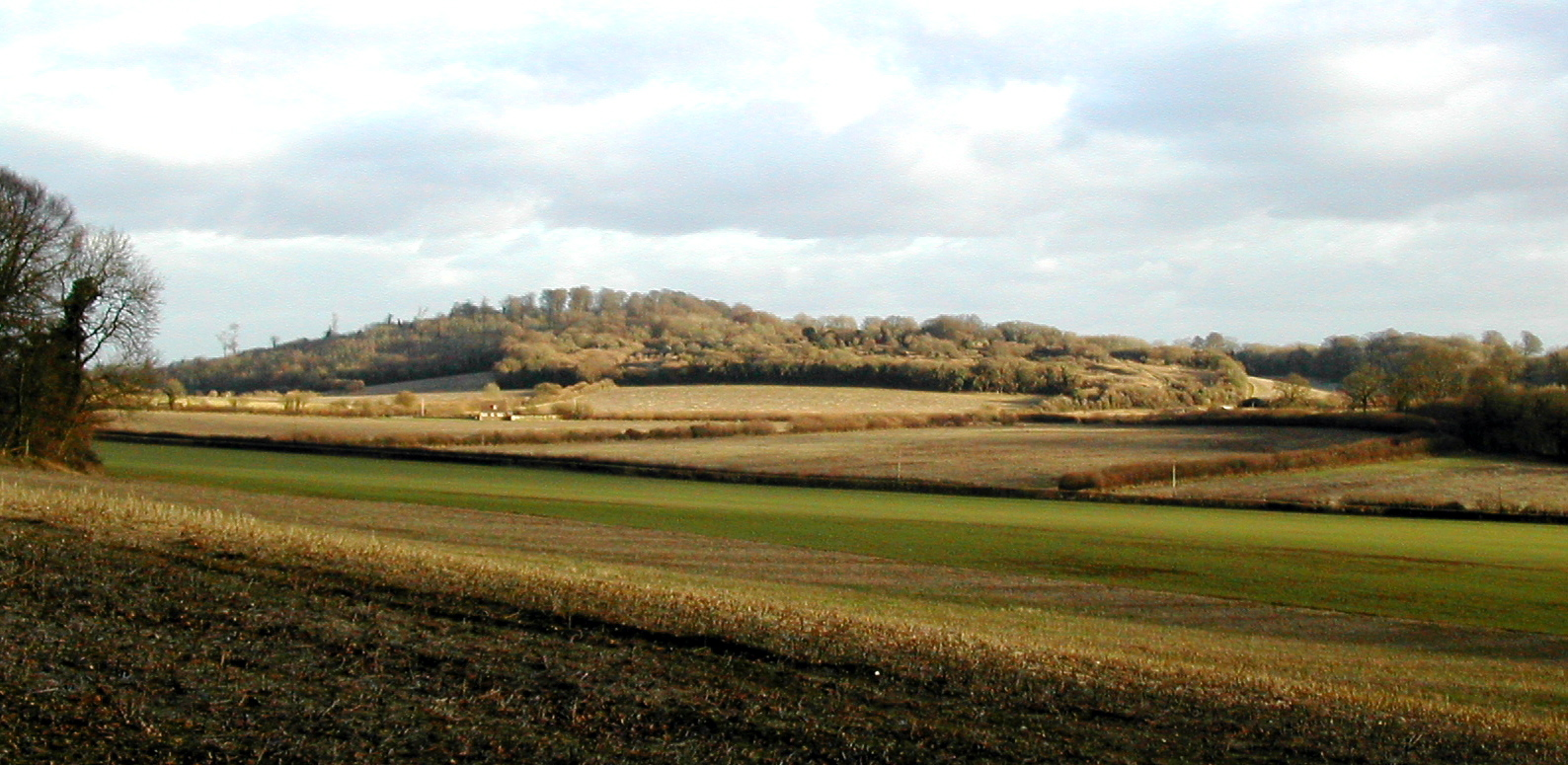
Cerro Noar, Selborne. East Hampshire.

Lady Anne Brewis (26 de marzo de 1911-31 de marzo de 2002), hija mayor de Roundell Cecil Palmer, 3.º Conde de Selborne, fue una botánica, y exploradora inglesa. De niña, Brewis ocupaba las vacaciones estudiando las orquídeas en el cerro Noar, cercano a Selborne. Eso le provocó estudiar los trabajos de Gilbert White, y finalmente profundizar por un grado en zoología en el Somerville College, de Oxford.
Se casó con el Rev. John Salusbury Brewis, rector de la Iglesia de San Jaime, Piccadilly, Londres, y corresponsal eclesiástico del periódico The Times para la década de 1956. El casarse la llevó a muchos localidades antes de regresar a Hampshire, por jubilarse su marido. En los siguientes 27 años, ella meticulosamente catalogó centenares de especies, y fue coautora de una guía definitiva de la Flora de Hampshire. Cada verano organizaba safaris botánicos para niños de la localidad. Y siempre estuvo muy atenta a actividades agresivas en contra de la flora y la fauna del área regional.